# Neurofilosofia
(Patricia Churchland)

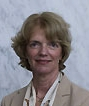
Patricia Churhland

La neurofilosofia è una disciplina che tenta di stabilire un rapporto tra le neuroscienze e la filosofia al duplice scopo di rendere più chiare le risposte alle domande fondamentali della speculazione filosofica avvalendosi delle scoperte neuroscientifiche e nello stesso tempo fornire alle indagini scientifiche sulla mente strumenti speculativi più precisi che evitino confusioni linguistiche o concettuali.
Il termine "neurofilosofia" è stato utilizzato per la prima volta nel 1986 da Patricia Churchland (n. 16 luglio 1943) filosofa canadese-americana, che lavora dal 1984 alla Università della California di San Diego (UCSD) che nello studio assieme al marito il filosofo Paul Churchland dei rapporti tra filosofia e neuroscienze è giunta a conclusioni che la avvicinano alle correnti riduzionistiche dell'eliminativismo.
Ormai la conoscenza filosofica non può prescindere dalle acquisizioni scientifiche sui processi cognitivi che hanno rivelato i rapporti che collegano la speculazione filosofica, la psicologia, le neuroscienze, l'intelligenza artificiale e i sistemi complessi. In questo ambito la neurofilosofia non vuole essere una nuova dottrina che annulli tutta la tradizione filosofica occidentale quanto una disciplina che si rifaccia alla sua originaria impostazione di un amore per il sapere di ogni tipo secondo una visione interdisciplinare.